# Svend Olsen
Svend Egil Benjamin Olsen (ur. 17 października 1908 w Lodbjergu, zm. 13 grudnia 1980 w Hundested) – duński sztangista, medalista olimpijski.
W 1932 reprezentował swój kraj na igrzyskach w Los Angeles, zdobył srebrny medal startując w kategorii wagowej lekkociężkiej (do 82,5 kg).